# Sa laurera
Sa laurera (El treball dels agricultors de Sardenya) és un assaig antropològic escrit per Giulio Angioni i publicat per Edes el 1976 i per Il Mestrale el 2002.
Sa laurera (cat. llaurar, cultivar) és un registre precís de les operacions, el temps i les formes del treball dels agricultors de la Sardenyia tradicional i del seu vocabulari (amb il·lustracions originals), abans de la gran transformació de la segona meitat del segle xx.
Sa laurera ha de ser considerat juntament amb altres llibres de Giulio Angioni: Rapporti di produzione e cultura subalterna: contadini in sardegna, Edes 1974; I pacoli erranti: antropologia del pastore in Sardegna, Liguori 1989; L'architettura popolare in Italia: Sardegna (amb A. Sanna), Laterza 1988; Pane e formaggio e altre cose di Sardegna, Zonza 2002.